# Christopher Ward
Christopher Ward   (Londres, 18 de març de 1980) és un director d'orquestra anglès. L'agost de 2018 es va iniciar a nou director musical d'Aachen.
Christopher Ward va estudiar a la Universitat d'Oxford (Musicologia) i a la "Guildhall School of Music and Drama", Londres (direcció i piano). Durant aquest temps, va treballar amb el cor de la Universitat d'Oxford Philharmonia i el cor, l'"Oxford Bach Choir", l'òpera de cambra nova i "The Arcadian Singers".
El 2003, Ward va rebre el càrrec de "Répétiteur Fellow" a l'òpera escocesa i la RSAMD, Glasgow, treballant amb Sir Richard Armstrong, Richard Farnes i Timothy Dean. El 2004, Ward va passar un període treballant a les "Internationales Opernstudio" a l'Opera de Zuric.
Christopher Ward es va traslladar a Alemanya el 2005 per treballar com a mestre de capella al "Staatstheater Kassel". Treballant com a personal musical en diversos repertoris, va dirigir produccions de L'elisir d'amore de Donizetti, Il Gedeone de Porpora, My Fair Lady de Loewe, Die sieben Todsünden, (Els set Pecats Capitals). Ballet cantat per a veus i orquestra lletra de Bertolt Brecht i música de Kurt Weill, Der Kaiser von Atlantis de Viktor Ullmann, Das geheime Königreich d'Krenek, l'estrena mundial de Thomas Beaudoin, Rotkäppchen, Lauf! (Müller-Wieland's Rotkäppchens Schlaflied, Schmitt's Im Korb, Kühnl's in Rotkäppchens Bett, Seither's Der helle Rand von Furcht and Erwachen), Blue Monday de George Gershwin, Trouble in Tahiti de Leonard Bernstein, Martinu's Hlas Lesa i Streul's Spuk im Händel, Stul's Spuk im Simon Boccanegra, Le Nozze di Figaro de Mozart, Hänsel und Gretel de Engelbert Humperdinck, Les Contes d'Hoffmann de Offenbach, Hercules, de Händel Der Graf von Luxemburg de Lehár, Banditenstreiche de Franz von Suppé i Cole Porter Anything Goes. Durant aquest temps, també ha dirigit la "Staatsorchester" Kassel en una sèrie de concerts i també ha dirigit el projecte anual d'orquestra juvenil (TJO) del teatre.
El 2006, Ward va ajudar a Sir Simon Rattle i la Filharmònica de Berlín en una producció de Wagner Das Rheingold al Festival de música d'Aix-en-Provence. Va continuar aquesta associació a Berlín i Salzburg (Festival de Pasqua 2007).
Del 2009 al 2013, Christopher Ward va ser mestre de i ajudant de Kent Nagano al Bayerische Staatsoper. Va dirigir noves produccions de La Cenerentola de Rossini, La fedeltà premiata de Haydn i Příhody lišky Bystroušky (La guineueta estuta) de Janáček, i estrenes mundials del Die Tragödie des Teufels, Eötvös, Narrenschiffe de Ronchetti i Make No Noise de Sana (obertura del Festival Internacional d'Opera d'Estiu de Múnic amb Ensemble Modern). A més, va fer concerts amb la "Bayerische Staatsorchester", els Opera Opera Studios de Múnic i La Scala de Milà, l'"Orchesterakademie" i la "Jungen Münchner Philharmonie".
Com a director convidat, ha dirigit actuacions al "Hamburgische Staatsoper" (Le nozze di Figaro de Mozart), al "Deutsche Oper am Rhein"" (La Traviata de Verdi), al "Komische Oper", a Berlín (Le nozze di Figaro de Mozart), al "Staatstheater Braunschweig" (Rigoletto de Verdi), "Salzburger Landestheater" (Il Barbiere di Siviglia de Rossini), "Musiktheater im Revier Gelsenkirchen" (Samson et Dalila de Saint-Saëns), "Staatstheater Mainz" (Un ballo in maschera de Verdi), "GHT Theatre", Görlitz (La Traviata de Verdi), "Theatre Augsburg" (La Bohème de Puccini), el "Staatstheater Darmstadt" (Madame Butterfly de Puccini) i al "Hochschule für Musik Saar" Iphigénie en Tauride (Gluck), així com la realització de concerts amb la "Staatsorchester Braunschweig, Cottbus Philharmonic o Neue Lasten Philharic Alharmsic". Recentment va dirigir l'estrena mundial de l'òpera de Ľubica Čekovská, Dorian Gray, com a part l'"ISCM World New Music Days Festival 2013" al Teatre Nacional Eslovac de Bratislava, interpretant-la també al Festival Internacional de Música de Praga de 2015.
El 2014, Christopher Ward es va convertir en 1er Mestre de capella al "Staatstheater de Saarländisches". Aquí ja ha dirigit noves produccions de L'Enfant et les Sortilèges de Ravel i Daphnis et Chloé, de Rimski-Kórsakov El gall d'or, de Haas Bluthaus, de Rameau Platée, Rusalka d'Antonín Dvořák, Rigoletto de Verdi i diverses noves produccions de ballets (Peer Gynt de Grieg / Sæverud, Inger Celis Eckmann, Kylián Celis Chaix). També ha dirigit diversos concerts simfònics i actuacions de Lucia di Lammermoor de Donizetti, Macbeth i Un ballo in maschera de Verdi, i Don Giovanni de Mozart.
A la temporada 2016/17, dirigeix noves produccions de Der Freischütz de Weber i Simon Boccanegra de Verdi, una vetllada de ballet que inclou Pulcinella de Stravinsky i revivals de Falstaff de Verdi i Il Barbiere di Siviglia de Rossini.